# حجاج بن محمد
'أبو محمد حجاج بن محمد المصيصي الأعور ، محدث من تابعي التابعين، سكن بغداد، ثم تحول إلى المصيصة، ورابط بها، ورحل الناس إليه، مولى سليمان بن مجالد مولى أبي جعفر المنصور ترمذي الأصل، ذكره أحمد بن حنبل وقال: ما كان أضبطه ، وأصح حديثه، وأشد تعاهده للحروف، ورفع أمره جدا. قدم بغداد في حاجة ومات بها في شهر ربيع الأول سنة ست ومائتين وكان من أبناء الثمانين.

## روايته للحديث النبوي
- سمع من: ابن جريج فأكثر، وأتقن، ومن يونس بن أبي إسحاق، وحريز بن عثمان، وعمر بن ذر، وشعبة، وحمزة الزيات، وطبقتهم.
- حدث عنه : أحمد بن حنبل، ويحيى بن معين، وإسحاق، وأبو خيثمة، وأبو عبيدة بن أبي السفر، وأبو يحيى صاعقة، وهارون الحمال، ويوسف بن سعيد بن مسلم، وهلال بن العلاء وخلق كثير.

- مرتبته عند علماء الجرح والتعديل:

- قال أبو حاتم الرازي: صدوق.
- قال أبو يعلى الخليلي: ثقة.
- قال أحمد بن حنبل: ما كان أضبطه وأصح حديثه، وأشد تعاهده للحروف، وكان صاحب عربية ورفع أمره جدا، ومرة: كان صحيح الأخذ، ومرة: أثبت من الأسود.
- قال أحمد بن شعيب النسائي: ثقة.
- أحمد بن صالح الجيلي: وثقه.
- إسحاق بن عبد الله الخشك: حجاج بن محمد نائما أوثق من عبد الرزاق يقظان.
- قال ابن حجر العسقلاني: ثقة ثبت اختلط في آخر عمره لما قدم بغداد قبل موته، ومرة: أحد الأثبات أجمعوا على توثيقه وذكره أبو العرب الصقلي في الضعفاء بسبب أنه تغير في آخر عمره واختلط لكن ما ضره الاختلاط.
- قال أبو محمد بن حزم الظاهري: ما ضره الاختلاط.
- قال الذهبي: حديثه في دواوين الإسلام، ولا أعلم له شيئا أنكر عليه، ومرة: أحد الحفاظ الكبار.
- قال المعلى بن منصور الرازي: رأيت أصحاب ابن جريج بالبصرة، ما رأيت فيهم أثبت من حجاج.
- قال عبد الباقي بن قانع البغدادي: ثقة.
- قال علي بن المديني: ثقة.
- قال محمد بن سعد كاتب الواقدي: ثقة صدوق إن شاء الله، وكان قد تغير في آخر عمره.
- مسلم بن الحجاج النيسابوري: وثقه.
- مسلمة بن القاسم الأندلسي: وثقه.
- قال يحيى بن معين: ما رأيت بالبصرة أثبت من حجاج.